# József Ács (Maler)
József Ács (* 14. Oktober 1914 in Topolya, Königreich Ungarn; † 3. April 1990 in Novi Sad, Serbien) war ein jugoslawischer Maler, Kunstpädagoge und Kunstkritiker aus der ungarischen Volksgruppe in der Woiwodina.

## Leben und Schaffen
Nach dem Gymnasium in Subotica (deutsch bis 1918: Maria-Theresiopel, ungarisch: Szabadka) studierte Ács ab 1934 in Belgrad Kunsterziehung und Malerei an der Königlichen Kunsthochschule und ab 1937 bei Milun Milunović an der dortigen Kunstakademie, war dann von 1941 bis 1953 Kunsterzieher in Topolya, Zenta und Novi Sad und von 1953 bis 1956 Rektor der Schule für Angewandte Kunst in Novi Sad. Ab 1956 war er Kunstkritiker der Tageszeitung Magyar Szó (d. i. „Ungarisches Wort“) für die Ungarn der Woiwodina.
In seiner Malerei durchlief Ács mehrere Entwicklungsstadien: Ausgehend vom Post-Impressionismus gelangte er über Expressionismus und sozialistischen Realismus schließlich zum Surrealismus und zum Informel. In Ausstellungen waren seine Werke außerhalb Jugoslawiens in Ungarn (Szeged), Italien (Modena), Deutschland (Regensburg, Stuttgart), in Wien und in Paris zu sehen.
1952 war József Ács in Zenta der Hauptinitiator und Organisator der ersten jugoslawischen Künstlerkolonie, der im Laufe der Zeit zunächst in der Woiwodina, dann im übrigen Jugoslawien insgesamt etwa 70 solcher „Kolonien“ folgten, deren Aufgabe es ist, in an kulturellen Einrichtungen armen Regionen durch ein gemeinsames Auftreten von Malern den Kontakt zur Bevölkerung zu fördern und deren Kulturbewusstsein zu steigern. Nach dem Muster von Zenta kommen für diese Künstlerkolonien die jeweiligen Städte und Gemeinden auf. Die Künstlerkolonie von Zenta nahm als erste in Jugoslawien Kontakte zu Ungarn auf. 1965 begann eine beispielgebende Zusammenarbeit zwischen Zenta und der Künstlerkolonie im ungarischen Hódmezővásárhely (deutsch Neumarkt an der Theiß) mit gegenseitigen Ausstellungen, Künstlerstudienreisen und dem Austausch von Dokumentationen.
Ács initiierte auch die Begründung der nächsten Künstlerkolonien in den multi-ethnischen serbischen Gebieten der Batschka – 1953 in Bačka Topola, 1954 in Bečej (ungarisch: Óbecse) – und des Banats: 1956 in Ečka (ungarisch: Német-Écska, deutsch: Deutsch-Etschka). Für seine künstlerische und pädagogische Arbeit wurde Ács mit einer Reihe von Preisen ausgezeichnet.

## Auszeichnungen
- 1960: 1. Preisträger des neu geschaffenen Preis des Forums der Schönen Künste;
- 1969: Preis der Stadt Novi Sad;
- 1969: Staatspreis der Woiwodina
- 1969: Vuk-Preis, der höchste jugoslawische Kulturpreis;
- 1973: Péter-Kukac-Nagyapáti-Preis der Schönen Künste.